# Đội tuyển bóng đá bãi biển quốc gia Madagascar
Đội tuyển bóng đá bãi biển quốc gia Madagascar đại diện Madagascar tham dự các giải thi đấu bóng đá bãi biển quốc tế và được điều hành bởi Liên đoàn bóng đá Madagascar, cơ quan quản lý bóng đá ở Madagascar.

## Đội hình hiện tại
Ghi chú: Quốc kỳ chỉ đội tuyển quốc gia được xác định rõ trong điều lệ tư cách FIFA. Các cầu thủ có thể giữ hơn một quốc tịch ngoài FIFA.
| Số | VT | Quốc gia | Cầu thủ                         |
| -- | -- | -------- | ------------------------------- |
| 1  | TM |          | Jhorialy Rafalimanana           |
| 2  | HV |          | Ymelda Razafimandimby           |
| 3  | HV |          | Pierralit Tovonay               |
| 4  | HV |          | Giovanni Oscar Etienne          |
| 5  | TV |          | Anderson Solofoniaina Rakotoson |
| 6  | TV |          | Aime Rafidison                  |

| Số | VT | Quốc gia | Cầu thủ                              |
| -- | -- | -------- | ------------------------------------ |
| 7  | TV |          | Tianasoa Rabeasimbola (đội trưởng)   |
| 8  | TV |          | Tokiniaina Francegal Randriamapandry |
| 9  | TV |          | Aurelien Razamanana                  |
| 10 | TĐ |          | Flavien Razafimahatratra             |
| 11 | TĐ |          | Juliot Ratsimarinala                 |
| 12 | TM |          | Rakotonirina Robin Jean Claude       |

## Thành tích

### Giải vô địch bóng đá bãi biển châu Phi
| Năm                           | Vòng          | Vt            | St            | T             | T h.p./pso    | B             | BT            | BB            | HS            |
| ----------------------------- | ------------- | ------------- | ------------- | ------------- | ------------- | ------------- | ------------- | ------------- | ------------- |
| Durban, Nam Phi 2006          | Không tham dự | Không tham dự | Không tham dự | Không tham dự | Không tham dự | Không tham dự | Không tham dự | Không tham dự | Không tham dự |
| Durban, Nam Phi 2007          | Không tham dự | Không tham dự | Không tham dự | Không tham dự | Không tham dự | Không tham dự | Không tham dự | Không tham dự | Không tham dự |
| Durban, Nam Phi 2008          | Không tham dự | Không tham dự | Không tham dự | Không tham dự | Không tham dự | Không tham dự | Không tham dự | Không tham dự | Không tham dự |
| Durban, Nam Phi 2009          | Không tham dự | Không tham dự | Không tham dự | Không tham dự | Không tham dự | Không tham dự | Không tham dự | Không tham dự | Không tham dự |
| Casablanca, Maroc 2011        | Hạng ba       | 4             | 4             | 1             | 0             | 3             | 16            | 16            | 0             |
| El Jadida, Maroc 2013         | Vòng bảng     | 5             | 3             | 1             | 0             | 2             | 16            | 16            | 0             |
| Roche Caiman, Seychelles 2015 | Vô địchhip    | 1             | 7             | 4             | 3             | 0             | 34            | 19            | 15            |
| Tổng cộng                     | 1 danh hiệu   | 3/7           | 16            | 4             | 3             | 7             | 66            | 51            | 15            |